# Fever (dokumentarfilm)
 For alternative betydninger, se Fever. (Se også artikler, som begynder med Fever)
Fever er en dansk dokumentarfilm fra 2010 instrueret af Phie Ambo.

## Handling
Julie Nord er billedkunstner. Forude venter en stor udstilling på ARoS, og Julie kæmper for at få styr på de sidste detaljer i sine mytiske, fabulerende værker. Men et enkelt billede vil bare ikke makke ret.
Filmen er et kig ind i en kunstners forsøg på at få egne værker til at virke. Filmen er et vindue på klem ind til en kunstnerisk proces med alt, hvad det indebærer af febervildelse, frustrationer og forløsning. En film om et magisk mytisk univers med egne love og liv, om at gøre oprør mod egne dogmer, om balancen mellem selvkontrol, selvkritik og selvforglemmelse, om at turde give slip og overgive sig til processen og om til slut at finde hjem ved hjælp af en lille dum fugl.